# HMS Crescent (1931)
HMS Crescent – niszczyciel typu C. Zbudowany dla Royal Navy na początku lat 30. XX wieku. Okręt początkowo był przydzielony do Home Fleet, ale czasowo służył na Morzu Czerwonym i Oceanie Indyjskim w czasie kryzysu abisyńskiego w latach 1935–1936. Pod koniec 1936 roku „Crescent” został sprzedany kanadyjskiej marynarce wojennej, gdzie przemianowano go na HMCS „Fraser". Pod kanadyjską banderą do wybuchu II wojny światowej służył na zachodnim wybrzeżu Kanady, po jej rozpoczęciu zaś został przeniesiony do służby eskortowej na Atlantyku.Odesłany w rejon Wysp Brytyjskich, w maju 1940 roku uczestniczył w ewakuacji wojsk z Francji na początku czerwca. Okręt zatonął 25 czerwca 1940 roku w wyniku kolizji z krążownikiem przeciwlotniczym HMS „Calcutta” podczas powrotu z misji ewakuacyjnej.

## Projekt i budowa
„Crescent” miał wyporność standardową 1375 długich ton (1397 t). Długość całkowita okrętu wynosiła 100,3 metra, szerokość 10,1 metra, a zanurzenie 3,8 metra. Napęd stanowiły przekładniowe turbiny parowe systemu Parsonsa napędzające dwie śruby napędowe. Układ ten generował łączną moc 36 000 shp i zdolny był do nadania jednostce prędkości maksymalnej 36 węzłów. Parę dla turbin zapewniały trzy zestawy kotłów Admiralicji. Zapas paliwa płynnego wynosił 473 długie tony (481 ton metrycznych), co zapewniało okrętowi zasięg 5500 mil morskich przy prędkości 15 węzłów. Załoga okrętu składała się z 145 oficerów i marynarzy.
Okręt był wyposażony w 4 działa kalibru 120 mm na pojedynczych podstawach (oznaczenia 'A', 'B', 'X' i 'Y' w kierunku od dziobu do rufy). Do zwalczania celów powietrznych jednostkę wyposażono w jedną armatę kal. 76 mm umieszczoną pomiędzy kominami oraz dwie armaty kal. 40 mm. Działo kal. 76 mm zostało usunięte w 1936 roku, a w jego miejsce przeniesiono działa kal. 40 mm. Okręt był uzbrojony w dwie poczwórne wyrzutnie torpedowe kal. 533 mm. Na pokładzie zamontowano także trzy zrzutnie bomb głębinowych, każda z zapasem dwóch pocisków. Po rozpoczęciu II wojny światowej zapas zwiększono do 33 bomb i zamontowano miotacze bomb głębinowych.
„Crescent” został zamówiony 30 stycznia 1930 roku jako część 1929 Naval Programme. Stępkę położono 1 grudnia 1930 roku w stoczni Vickers-Armstrongs w Barrow-in-Furness. Zwodowano go 29 września 1931 roku, budowę ukończono 15 kwietnia 1932 roku.

## Służba we flocie brytyjskiej
Po wejściu do służby 21 kwietnia 1932 roku okręt został przydzielony do 2. Flotylli Niszczycieli służącej w Home Fleet. „Crescent” zderzył się ze swoim siostrzanym okrętem HMS „Comet” w Chatham 21 lipca i był remontowany do 27 sierpnia. Pomiędzy 30 marca a 6 maja 1933 roku przechodził w Chatham remont, a pomiędzy styczniem i marcem 1934 roku został przydzielony do Indii Zachodnich. Kolejny remont przeszedł w Chatham pomiędzy 27 lipca a 3 września 1934 roku. „Crescent” został wydzielony z Home Fleet podczas kryzysu abisyńskiego. Był przydzielony na Ocean Indyjski i Morze Czerwone pomiędzy wrześniem 1935 i kwietniem 1936 roku. Gdy wrócił na Wyspy Brytyjskie, został wyremontowany w Sheerness w dniach 23 kwietnia – 13 czerwca 1936 roku. Następnie na krótko umieszczono go w rezerwie.

## Służba we flocie kanadyjskiej
20 października 1936 roku, wraz ze siostrzanym HMS „Cygnet”, „Crescent” został sprzedany Kanadzie za łączną kwotę 400 000 £. Został przebudowany do kanadyjskich standardów, zamontowano na nim także ASDIC. Został odebrany 1 lutego 1937 roku. Okręt, przemianowany na HMCS „Fraser”, wszedł do służby w Royal Canadian Navy 17 lutego 1937 roku w Chatham. „Fraser” został przydzielony na pacyficzne wybrzeże Kanady i dotarł do bazy Esquimalt 3 maja 1937 roku. Pozostał w tym rejonie do otrzymania 31 sierpnia 1939 roku rozkazu przejścia na atlantyckie wybrzeże Kanady.
Gdy 3 września Wielka Brytania przystąpiła do II wojny światowej, „Fraser” przechodził przez Kanał Panamski. Kanada wypowiedziała wojnę Niemcom 10 września 1939 roku. Do bazy Halifax okręt dotarł 15 września. Wraz ze swoimi siostrzanymi jednostkami brał udział w eskorcie oceanicznych konwojów wyruszających z Halifaksu. W listopadzie należące do Royal Navy North America and West Indies Station przejęło kontrolę operacyjną nad kanadyjskimi niszczycielami. Okręt w połowie grudnia 1939 roku eskortował konwój przewożący większość oddziałów 1. Kanadyjskiej Dywizji Piechoty na Wyspy Brytyjskie. W marcu 1940 roku otrzymał rozkaz dołączenia do Jamaica Force, by brać udział patrolach na Karaibach. Dwa miesiące później został przekazany pod dowództwo Western Approaches Command. 26 maja opuścił Bermudy i popłynął na Wyspy Brytyjskie. Do Plymouth dotarł 3 czerwca. Został przydzielony do operacji ewakuacji wojsk alianckich z różnych portów atlantyckiego wybrzeża Francji. W 1940 roku z okrętu usunięto rufową wyrzutnię torpedową i umieszczono w jej miejscu działo plot. kal. 102 mm.

## Zatopienie
25 czerwca 1940 roku „Fraser” wraz z siostrzanym HMCS „Restigouche” i krążownikiem „Calcutta” wracał z St. Jean de Luz po uratowaniu żołnierzy atakowanych przez Wehrmacht (operacja Ariel). „Fraser” został staranowany przez „Calcuttę” na wodach estuarium Żyrondy. Trafiony w rejonie mostku przez dziób krążownika kanadyjski niszczyciel został przecięty na pół i natychmiast zatonął. Z załogi uratowano 45 osób przez „Restigouche” i inne pobliskie jednostki. Wielu rozbitków z „Frasera” zostało latem przeniesionych i wcielonych do załogi HMCS „Margaree” i zginęło, gdy ta jednostka została zatopiona 22 października 1940 roku po zderzeniu z frachtowcem MV „Port Fairy”.